# Аскарида людська
Аскари́да лю́дська (Ascaris lumbricoides) — паразитичний круглий черв, який спричинює антропонозний гельмінтоз — аскаридоз. Належить до космополітичних видів типу Нематод. Живе у просвіті тонкої кишки людини, живиться його вмістом та злущеними клітинами верхнього шару слизової оболонки. Тривалість життя — 11-12 місяців.

## Характеристика
Не має органів прикріплення, постійно рухається назустріч харчовим масам. Кутикула складається з 10 шарів. Кишка трубкоподібна. Всмоктування поживних речовин відбувається в середній кишці.
З органів чуття розвинені лише дотикові горбики (папіли) навколо ротового отвору. Розміри самиць до 44 см завдовжки, самців — 25 см. У самця задній кінець тіла загнутий на черевний бік. Органи розмноження мають вигляд звивистих тонких ниткоподібних трубочок. У самиць є два яєчники, у самця один сім'яник.

## Життєвий цикл

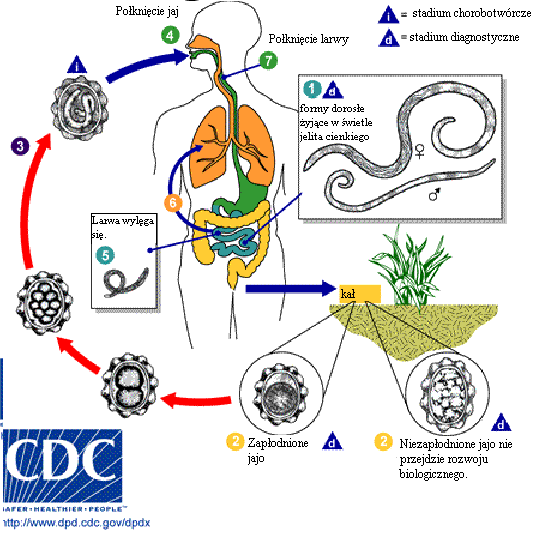
Життєвий цикл людської аскариди.

Аскарид відносять до геогельмінтів. Самиці аскарид за добу можуть виділяти понад 240 тисяч яєць. Яйця вкриті товстою оболонкою, поверхня їх горбиста, легко чіпляється за різні предмети. У навколишньому середовищі яйця можуть зберігатися до 7 років і більше (при цьому також зберігають свою патогенність). Весь цикл розвитку, як в усіх геогельмінтів, відбувається в одному хазяїні. Для організму хазяїна токсичні продукти обміну аскарид. Дорослі особини здатні також травмувати окремі відділи травного тракту.
Яйця аскарид виводяться в навколишнє середовище з кишки людини. Вони повинні потрапити до вологого ґрунту. Для їх розвитку необхідна певна температура (12˚С — 40˚С), вологість, доступ кисню. У середині яйця формується личинка (при сприятливих умовах — через 2-3 тижні можуть стати заразними (патогенними) для людини). До організму хазяїна потрапляють із немитими овочами, ягодами, фруктами, брудною водою (наприклад зі ставків або забруднених річок), через забруднені ґрунтом руки. У кишці личинки виходять та іммігрують — проникають до дрібних кровоносних судин, потрапляють до печінки, звідти — до серця, з серця через легеневу артерію — до легень, потім до повітроносних шляхів, до глотки і заковтуються знов у тонку кишку, де стають статевозрілими. У легенях личинки кілька разів линяють, а також руйнують стінки альвеол, легеневих капілярів, у дрібних кровоносних судинах — їхні стінки, а в інших органах — тканини цих органів. Час міграції личинок аскариди по організму людини триває близько 2,5 місяців.

## Клінічні прояви та профілактика
Джерелом аскариди людської є хворі люди. Хвора людина часто нічого не відчуває, іноді може бути гострий біль у животі, розлад функцій шлунково-кишкового тракту, порушення сну тощо. Для профілактики захворювання їх треба лікувати, не вживати в їжу немитих овочів, ягід, мити руки перед їдою.
Детальніші відомості з цієї теми ви можете знайти в статті Аскаридоз.